# Maria Helena Rodrigues (radialista)
Maria Helena Rodrigues (Caramulo, 1950) foi uma radialista portuguesa.

## Biografia
Maria Helena era filha de uma empregada de limpeza que trabalhava na Rádio Emissora das Beiras. A Rádio havia sido fundada a 13 de maio de 1939, no Caramulo, por Joaquim António Seabra e, quando terminou, era a rádio local mais antiga de Portugal. Durante o seu período de emissão adquiriu vários nomes como Rádio Pólo Norte, Rádio Clube do Centro e Rádio ao Tom Dela.
Aos 11 anos, Maria Helena deixa de estudar e vai trabalhar para uma alfaitaria. Aos 13 anos, a 1 de abril de 1966, ingressa na Rádio Emissora das Beiras. As suas primeiras tarefas foram trabalhos administrativos e arrumação de discos e, mais tarde, a 1 de Janeiro de 1970, faz a sua primeira locução que consistia na leitura de cartas dos ouvintes com discos pedidos.
Em 1989 cria o programa "Bola de Neve", programa de fim de semana, onde Maria Helena lia as cartas dos ouvintes e passava os discos pedidos. De segunda a sexta fazia o programa "mata bicho", programa emitido entre as 6 e as 7 da manhã e o programa de passatempos "café da manhã".
A Rádio Emissora das Beiras era uma rádio de gestão familiar. O marido de Maria Helena, Joaquim Luís Cleto Lopes da Rosa, era o gerente e diretor de programas, Maria Helena era radialista e a filha, Marta Rosa, era jornalista. Em 2023, com a morte de Joaquim Rosa e a falta de apoios, a rádio termina tendo a sua frequência sido comprada pelo grupo da Rádio Observador, em maio de 2024. É na sequência da venda da rádio que Maria Helena, conhecida como a "voz da rádio", faz a sua última locução na Rádio Emissora das Beiras, a 5 de julho de 2024. 

## Homenagens
A 24 de maio de 2023, no âmbito da conferência “Só Pela VOZ – Conferência de homenagem aos nomes históricos da rádio”, Maria Helena é homenageada pelos estudantes da Escola Superior de Educação, Comunicação e Desporto, do Instituto Politécnico da Guarda.
Em maio de 2024, a Câmara Municipal de Tondela, prestou um agradecimento público a Lopes Rosa e a Maria Helena pelo trabalho desenvolvido na Rádio Emissora das Beiras identificando-os como "duas vozes inconfundíveis" da rádio .

## Ligações Externas
- Entrevista a Maria Helena